# The Early Bird Dood It!
«Ранняя птичка сделала это!» (англ. The Early Bird Dood It!) (другие названия «Кто рано встаёт, тому Бог подаёт» или «Ранняя пташка поймала червя») — короткометражный мультипликационный комедийный фильм, выпущенный в 1942 году компанией Metro-Goldwyn-Mayer. Режиссёр Текс Эвери, продюсер Фред Куимби, сценарист Рич Хоган, мультипликаторы: Ирвен Спенс, Престон Блэйр, Эд Лав, Рэй Абрамс, композитор Скотт Брэдли.
Второй фильм, созданный Тексом Эвери на студии MGM. Также второй фильм MGM, над которым работали ушедшие от Диснея после забастовки 1941 года мультипликаторы Эд Лав и Престон Блэйр.

## Сюжет
Фильм рассказывает о попытках одной ранней пташки поймать червя. Птица использует различные трюки и уловки, но безрезультатно. Червяк, уставший от покушений на свою жизнь, надеется избавиться от преследователя, подключив к конфликту кота. По его замыслу кот должен съесть птицу, что положит конец проблемам червя. Конец у истории весьма трагичен: птица съедает червяка, а кот съедает птицу, после чего показывает зрителям табличку с надписью: «Грустный конец, правда?»

## Разное
Использованная в названии фильма фраза «dood it» (искажённое «did it») является отсылкой к радиошоу популярного в то время комика Ричарда «Реда» Скелтона. Позже эта фраза использована в другом мультфильме Текса Эйвери Who Killed Who?
В фильме используется несколько гэгов, считающимися классическими для комедийной мультипликации, а именно:
- Нарисованный одним персонажем объект является реальным для другого персонажа, но остаётся ненастоящими для того, кто его нарисовал (в данном случае — нарисованное на земле отверстие, изображающее нору червяка).
- Персонаж, за которым гонятся, для того чтобы сбить преследователя с толку перевоплощается в лицо противоположного пола (или часть тела, в данном случае дамскую ножку).
- Пребывая в уверенности, что наконец-то избавился от преследователя, персонаж, столкнувшись с ним позднее, не сразу осознаёт кто перед ним, и некоторое время продолжает себя вести так, словно ему ничто не угрожает.

Мультфильм выпущен компанией MGM/UA Home Video на VHS. В СССР и России был дефицит на «пиратских» видеокассетах, а тогда переводы были одноголосыми разных мужских голосов.